# Юлушев, Ирек Галеевич
Юлушев Ирек Галеевич (баш. Юлышев Ирек Ғәле улы; 28 апреля 1934, д. Танып Бардымского района Свердловской области (Пермский край) — 2 ноября 2021) — агроном, доктор сельскохозяйственных наук (1989), профессор (1990), почётный работник высшего профессионального образования Российской Федерации (2009).

## Биография
Юлушев Ирек Галеевич родился 28 апреля 1934 года Танып Бардымского района Свердловской области.
В 1958 году окончил Пермский сельскохозяйственный институт.
Трудовую деятельность начал в 1958 году агрономом-семеноводом в Фаленской селекционной станции в Кировская области. С 1960 года работал директором, с 1962 года заместителем директора станции.
С октябля 1962 года работал преподавателем в Вятской сельскохязяйственной академии города Кирова.
В 1964—1966 годы был заведующим лабораторией, в 1966—1976 годах и с 1990 года работает преподавателем.
В 1993—2008 годах назначен заведующим кафедры агрохимии и почвоведения Вятской сельскохязяйственной академии.
В 1968—1972 годах работает в Международном политехническом институте Республики Мали.
В 1976—1990 годах работает в Зональный НИИ сельского хозяйства Северо-Востока им. Н. В. Рудницкого.
С 1984 года работает на должности заместителя генерального директора по научной работе НПО «Луч», с 1987 года заведует лабораторией.

## Научная деятельность
Научная деятельность связана с исследованиями трансформации, миграции и баланса гумуса, биогенных элементов, тяжёлых металлов, элементов-загрязнителей в земледелии, разработкой нормативов выноса, коэффициентом использования основных элементов питания в почве. Юлушев создан способ прогнозирования необходимости химической мелиорации кислых почв, научно обоснована зависимость эффективности фосфорных удобрений от свойств генетических горизонтов почвенного профиля. Автор свыше 210 научных трудов и 13 изобретений.

### Публикации
- Юлушев, И. Г. Почвенно-агрохимические основы адаптивно-ландшафтной организации систем земледелия ВКЗП: Учебное пособие. —М. Академ. Проект,Константа, 2005. — 368 с
- Суров Н. Г., Юлушев И. Г., Пономарева М. И., Мазеин В. Л., Машкин В. А., Пасынков А. В. Баланс гумуса и питательных веществ в интенсивном земледелии. Методические указания / Научно-исследовательский институт сельского хозяйства имени Н. В. Рудницкого. Киров, 1989. — 27 c.
- Юлушев И. Г., Барамзина О. В., Овечкин П. Г., Митин В. В., Софронов Е. А. Почвенно-агрохимические основы адаптивно-ландшафтных систем земледелия Вятско-Камской провинции (ВКЗП) // Аграрная наука Евро-Северо-Востока. — 2015. — № 4 (47). — С. 62-69.
- Юлушев И. Г. Вымывание кальция и магния из дерново-подзолистой почвы в условиях лизиметрического опыта // Агрохимия. 1985. № 10. С. 83-86.
- Юлушев И. Г. Агрогруппировка дерново-подзолистых почв для земледельческой практики// Плодородие. 2007. № 4 (37). С. 9-10.